# Hydnotrya cubispora
Hydnotrya cubispora är en svampart som först beskrevs av E.A. Bessey & B.E. Thomps., och fick sitt nu gällande namn av Gilkey 1939. Hydnotrya cubispora ingår i släktet Hydnotrya och familjen Discinaceae.   Inga underarter finns listade i Catalogue of Life.